# Я люблю моё Заполярье
Я люблю мое Заполярье — песня, неофициальный гимн Мурманской области. Композитор — Владимир Анатольевич Попов. Автор текста — Владимир Александрович Смирнов.
Мелодия песни звучала каждый час на главной площади Мурманска — площади Пять Углов. Часы-куранты на гостинице «Арктика» были установлены к 80-летнему юбилею областного центра в 1996 году по инициативе первого мэра Мурманска Олега Петровича Найденова. С 2007 по 2009 куранты находились на ремонте. При реконструкции гостиницы «Арктика», в 2009 году, мелодию заменили на более примитивную.
В 2008 году на 70-летие Мурманской области слова песни стали названием городского фестиваля патриотической песни «Я люблю моё Заполярье».
Песня используется школами Мурманской области для культурно-патриотического воспитания детей.
Песня исполняется на Мурманском вокзале во время отправления фирменных поездов. Российское авторское общество, известное своими разбирательствами по вопросам авторских прав, подавало запрос в Мурманское отделение Октябрьской железной дороги о том имеются ли у отделения права на использование этого произведения. Конфликт, в который было вовлечено управление Октябрьской железной дороги, успешно разрешился — композитор Владимир Анатольевич Попов «был только рад, что его песня обрела на вокзале вторую жизнь» — заявил пресс-секретарь Мурманского отделения.